# Hood River (Oregon)
Hood River è un centro abitato (City) degli Stati Uniti d'America, situato nella contea di Hood River dello Stato dell'Oregon. Nel 2006 la popolazione era di 6 580 abitanti.

## Geografia fisica
Secondo i rilevamenti dello United States Census Bureau, Hood River si estende su una superficie di 7,5 km².